# Non è il Sudamerica
Non è il Sudamerica è un singolo del cantante italiano Alessio Bernabei, pubblicato il 9 giugno 2017.

## Descrizione
Il brano ha visto il coinvolgimento dello stesso Bernabei anche nella fase di scrittura e lo ha definito «inno per farci amare il nostro Paese con tutti i suoi pregi e i suoi difetti». Tra gli altri autori è presente anche Andrea Amati, che ha spiegato come il singolo sia «un brano tipicamente estivo che ironizza (senza alcuna polemica) sul fatto che negli ultimi tempi in Italia vada di moda il genere reggaeton, anche se la nostra cultura musicale è sempre stata molto diversa».

## Video musicale
Il videoclip, pubblicato il 23 giugno dello stesso anno, è stato diretto da The Astronauts ed è incentrato su una vacanza al mare tra amici.

## Tracce
1. Non è il Sudamerica – 3:17